# Williams FW15C
A Williams FW15C egy Formula–1-es versenyautó, melyet a Williams csapat tervezett és indított az 1993-as Formula–1 világbajnokságban. Pilótái Damon Hill és Alain Prost voltak - Hill egyedülálló módon a 0-ás számmal versenyzett, mert az előző évi világbajnok nem volt a mezőny tagja. Az autó megnyerte az egyéni és a csapatvilágbajnokságot is, és egy technikailag rendkívül fejlett konstrukció volt, számos elektronikai segédlettel: blokkolásgátló fékek, kipörgésgátló, aktív felfüggesztés és félautomata/automata sebességváltó is a részét képezték.

## Áttekintés
Eredetileg 1992-ben tervezték bevetni, melyben helyet kap az aktív felfüggesztés. Ez utóbbit aztán beépítették az FW14-es modellbe is, mely az FW14B nevet kapta. Az FW14B és az FW15 tehát alapvetően abban különböznek, hogy az előbbibe utólag került beépítésre az aktív felfüggesztés és az elektronika, míg utóbbinak már eleve a részét képezte. Viszont at FW14B annyira jó konstrukció volt, hogy az FW15 bevetését egy egész évvel elhalaszthatták. Ez idő alatt lehetőség volt a tökéletesítésére, valamint az 1993-as szabályoknak való megfeleltetésre - így lett keskenyebb az első felfüggesztés, keskenyebbek a hátsó gumik, feljebb emelték az orr-részt és a szárnyelemeket, valamint maga a szárny is keskenyebb lett.
Ez volt Patrick Head és Adrian Newey első olyan autója, melyet az elejétől kezdve közösen terveztek meg. Newey főleg a jobb aerodinamika terén tette le a névjegyét, nem volt ez másként ezúttal sem: keskenyebb orr, karcsúbb légbeömlő, hatékonyabb oldaldobozok, és nagyobb hátsó szárny jellemezték. A fő szárnyelem előtt és felett egy-egy plusz szárnyelem kapott helyet. Elődjéhez képest 12 százalékkal jobb leszorítóerő és +30 lóerő jellemezte. Emellett 20 literrel kisebb lett a benzintank, és ABS fékrendszert építettek be. A Renault motor abban az évben a legerősebb és a legjobb fogyasztású volt, valamint megbízható. Három motorhiba miatti kiesésük volt egész évben, de azt a futamot a másik autójuk meg is nyerte. Franciaországban kettős győzelmet arattak, Hill belgiumi győzelme pedig a Renault 50. futamgyőzelme volt.
Az autóból két különböző kasztnit építettek 1993-ra, ugyanis a két pilóta között jelentős magasságbeli különbségek voltak, és így tudták megoldani, hogy mindkettejüknek kényelmes legyen.
Az autóba félautomata váltót szereltek, ám egy gomb megnyomásával a pilóta azt teljesen automatikus módba kapcsolhatta. A rendszer intelligens módon észlelte, ha manuális váltást eszközöltek, és automatikusan átállt. De emellett további forradalmi elektronikai újdonságokkal rendelkezett: aktív felfüggesztés, blokkolásgátló, kipörgésgátló, telemetriai rendszer, elektronikus vezérlés, pneumatikus motorszelep-vezérlés, kormánysegédlet, és kísérleteztek a folyamatosan változó váltóművel (CVT) is, de ezt utóbb elvetették, miután pár héttel a kipróbálását követően betiltották. Az FIA ezen segédletek igen jelentős részét a következő évtől egyébként is betiltotta.

## A szezon
Egy év kihagyás után a csapattal tért vissza Alain Prost, aki a távozó Nigel Mansell helyére ült be. Riccardo Patrese is elhagyta a csapatot, ugyanis ő azt hitte, hogy Prost és Mansell lesz a következő évi felállás. Így ült be helyette az addigi tesztpilóta Damon Hill, aki 1992-ben a Brabham csapattal már indult két nagydíjon. Mivel a McLaren elvesztette a Honda-motorokat, Ayrton Senna folyamatosan győzködte Frank Williams-t, hogy igazolja le őt, még akár ingyen is hajlandó lett volna neki vezetni. Csakhogy Prost szerződésében volt egy olyan kitétel, hogy Senna semmilyen körülmények közt nem lehet a csapattársa, így Senna maradt a McLarennél.
Hamarosan bebizonyosodott, hogy a Williams legalább olyan erős ebben az évben is, mint az előzőben. Dél-Afrikában Prost kényelmesen nyert, majdnem egy kör előnyben Sennához képest. Az idény során nem volt ritka, hogy az időmérő edzéseket másfél-két másodperc előnnyel nyerték. Ez volt a helyzet Brazíliában is, ahol Prost még Hillnek is adott egy másodpercet. A futamon aztán kiesett, de Hill második lett. A Donnington Parkban rendezett esős versenyt Senna nyerte, Hill megint második lett, a váltóproblémákkal küzdő Prost, aki hétszer is kiállt kereket cserélni, csak harmadik.
Ekkor még Senna vezette a bajnokságot Prost előtt, de Prost magasabb fokozatra kapcsolt, aki a következő hét versenyből hatot megnyert. A német nagydíj után Prost nem nyert több futamot, ekkor kezdődött Hill sikerszériája, aki sorozatban háromszor is győzni tudott. Belgiumi kettős dobogójukkal a csapat már négy futammal a bajnokság vége előtt megszerezte a konstruktőri bajnoki címet. A világbajnokság matematikailag még nyitott volt, ám a következő, portugál nagydíjon Prost bebiztosította negyedik világbajnoki címét. Ezután bejelentette visszavonulását is. Mivel az utolsó két futamot Senna megnyerte, Hill csak harmadik lett az összetettben.

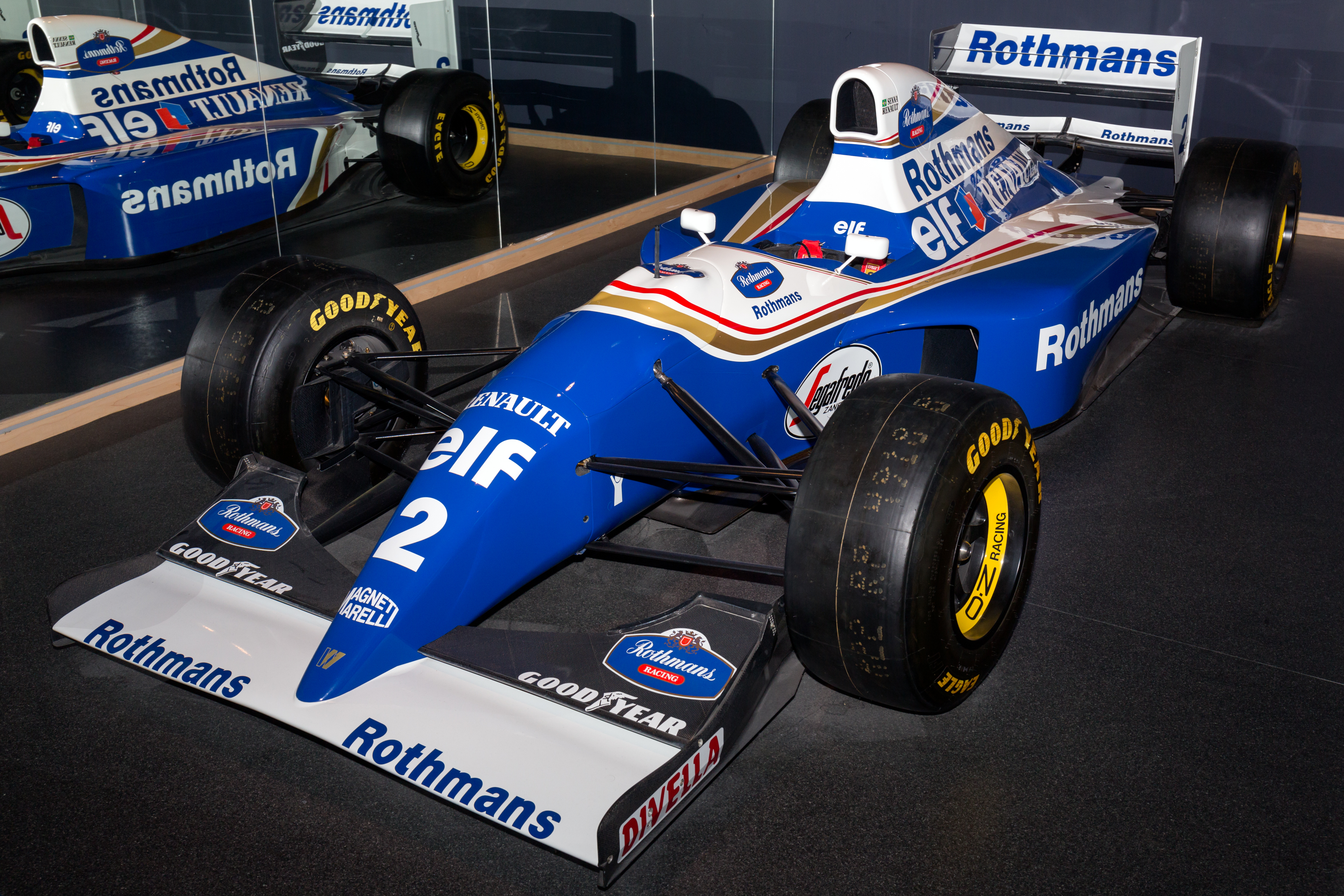
Williams FW15D

1994 elején a csapat épített két kasztnit, melyekből hiányoztak az abban az évben betiltott segédletek. Átmeneti konstrukció volt, passzív felfüggesztéssel és kipörgésgátló nélkül. Ez volt az FW15D altípus. Senna és Hill is tesztelték 1994 januárjában, de a vezethetősége messze nem volt optimális, hiszen hiányzott belőle a tervezésnél figyelembe vett aktív felfüggesztés. Január 19-én, már az új Rothmans festéssel próbálták ki Estorilban, pár mért kört Hill fedélzeti kamerájával rögzítettek is. Amint az FW16 elkészült, az FW15D-t nyugdíjazták, még úgy is, hogy kettejük közül ez volt a gyorsabb. Az autó ma Grove-ban van kiállítva, a Williams főhadiszállásán.

## Eredmények
Félkövérrel jelölve a pole pozíció, dőlt betűvel a leggyorsabb kör.
| Év   | Csapat         | Motor           | Gumik | Pilóták     | 1   | 2   | 3   | 4   | 5   | 6   | 7   | 8   | 9   | 10  | 11  | 12  | 13  | 14  | 15  | 16  | Pontok. | Helyezés |
| ---- | -------------- | --------------- | ----- | ----------- | --- | --- | --- | --- | --- | --- | --- | --- | --- | --- | --- | --- | --- | --- | --- | --- | ------- | -------- |
| 1993 | Canon Williams | Renault RS5 V10 | G     |             | RSA | BRA | EUR | SMR | ESP | MON | CAN | FRA | GBR | GER | HUN | BEL | ITA | POR | JPN | AUS | 168     | 1.       |
| 1993 | Canon Williams | Renault RS5 V10 | G     | Damon Hill  | KI  | 2   | 2   | KI  | KI  | 2   | 3   | 2   | KI  | 15  | 1   | 1   | 1   | 3   | 4   | 3   | 168     | 1.       |
| 1993 | Canon Williams | Renault RS5 V10 | G     | Alain Prost | 1   | KI  | 3   | 1   | 1   | 4   | 1   | 1   | 1   | 1   | 12  | 3   | 12  | 2   | 2   | 2   | 168     | 1.       |

## Forráshivatkozások
1. ↑  „The changing face of F1”, 2005. február 28. (Hozzáférés: 2022. január 10.) (brit angol nyelvű)
2. ↑  Opinion (brit angol nyelven). Motor Sport Magazine. (Hozzáférés: 2022. január 10.)
3. ↑  allf1.info. ww38.allf1.info. [2022. január 10-i dátummal az eredetiből archiválva]. (Hozzáférés: 2022. január 10.)
4. ↑  F1 Technique: Williams tested a CVT transmission back in 1993 (+video) | Car News | Auto123 (angol nyelven). auto123.com. (Hozzáférés: 2022. január 10.)
5. ↑  Banned: Active suspension · RaceFans (brit angol nyelven). RaceFans, 2007. május 17. (Hozzáférés: 2022. január 10.)
6. ↑  The last time an F1 megastar didn't sign a contract (angol nyelven). The Race, 2021. január 9. (Hozzáférés: 2024. december 6.)
7. ↑  Sunday Docco: The Making of the Williams Renault FW15C (amerikai angol nyelven). Motorsport Retro, 2015. május 9. (Hozzáférés: 2022. január 10.)

## Fordítás
Ez a szócikk részben vagy egészben  a   Williams FW15C című angol Wikipédia-szócikk ezen változatának fordításán alapul.  Az eredeti cikk szerkesztőit annak laptörténete sorolja fel. Ez a jelzés csupán a megfogalmazás eredetét és a szerzői jogokat jelzi, nem szolgál a cikkben szereplő információk forrásmegjelöléseként.